# Лихтенштейнская кухня
Лихтенштейнская кухня (нем. Liechtensteiner Küche) — традиционная кухня княжества Лихтенштейн.
Кухня отличается разнообразием блюд, на её формирование повлияли кулинарные традиции соседних стран, в частности Швейцарии и Австрии, а также традиции европейской кухни в целом.
Швейцарские кулинарные традиции, безусловно, являются доминирующими в Лихтенштейне. Из Швейцарии пришли знаменитые «фуа-гра» и «чиз-фондю» — расплавленный в кипящем белом вине сыр «Грюйер» или «Эмменталь», приправленный специями; особым образом поджаренный сыр с маринованными огурчиками и картофелем в мундире — «Раклетт»; жареное мясо с зелёными бобами или кислой капустой «Бернес-платтер»; телятина в соусе «люрих-лешнетцелтес»; огромные бифштексы с капустой или картофелем, маринованные овощи; цветная капуста и рулеты.
Немецкая кухня оставила своё влияние в виде сотен видов сосисок и колбас, роскошных надкостниц, грудинок на рёбрышках, жаркого из свинины, крайне популярных продуктов из дичи и гарниров из кислой капусты и наваристых мясных супов с овощами.
Также популярны блюда из сыра и кисломолочных продуктов, простых, но сытных, овощных блюд, а также мяса всевозможных рецептур, но обязательно с обилием приправ.

## Типичные продукты и блюда

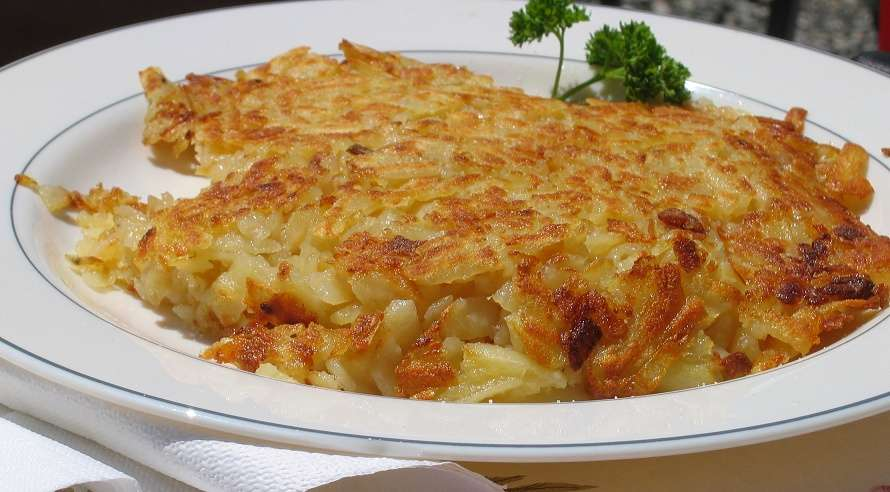
Тарелка рёшти

### Национальные блюда
- Хафалеб (нем. Hafalaab) — замешанное на воде очень густое, почти «твёрдое» тесто из пшеничной и кукурузной муки, из которого делают каравай и варят его в подсоленной воде до тех пор, пока оно не всплывёт. Затем каравай высушивают и режут на ломтики, которые после этого жарят на сковороде с маслом или маргарином
- Каскнопфль (нем. Kasknopfl) — маленькие пельмени с сыром и/или луком, или кескнепфле — что-то вроде галушки с творогом
- Рёшти (нем. Rösti) — блюдо из тёртого жареного картофеля; в разных регионах страны имеет свои особенности приготовления
- Торкаребль (нем. Torkarebl) — блюдо из кукурузной муки, варёной на молоке или воде
- Заукеркас (нем. Saukerkas) — сыр, который изготавливается в Лихтенштейне

### Популярные продукты и блюда
- Спаржа (часто используется в приготовлении блюд)
- Хлеб
- Ливер
- Мюсли
- Пирожные
- Рибель (зерновая культура)
- Сэндвич
- Шницель
- Копчёное мясо
- Сосиски (жареные)
- Йогурт

## Напитки
- Пиво
- Какао
- Кофе
- Молоко (популярный напиток среди лихтенштейнцев)
- Вино